# Dinoderus exilis
Dinoderus exilis är en skalbaggsart som beskrevs av Pierre Lesne 1932. Dinoderus exilis ingår i släktet Dinoderus och familjen kapuschongbaggar. Inga underarter finns listade i Catalogue of Life.